# Jardin à Bordighera, impression de matin

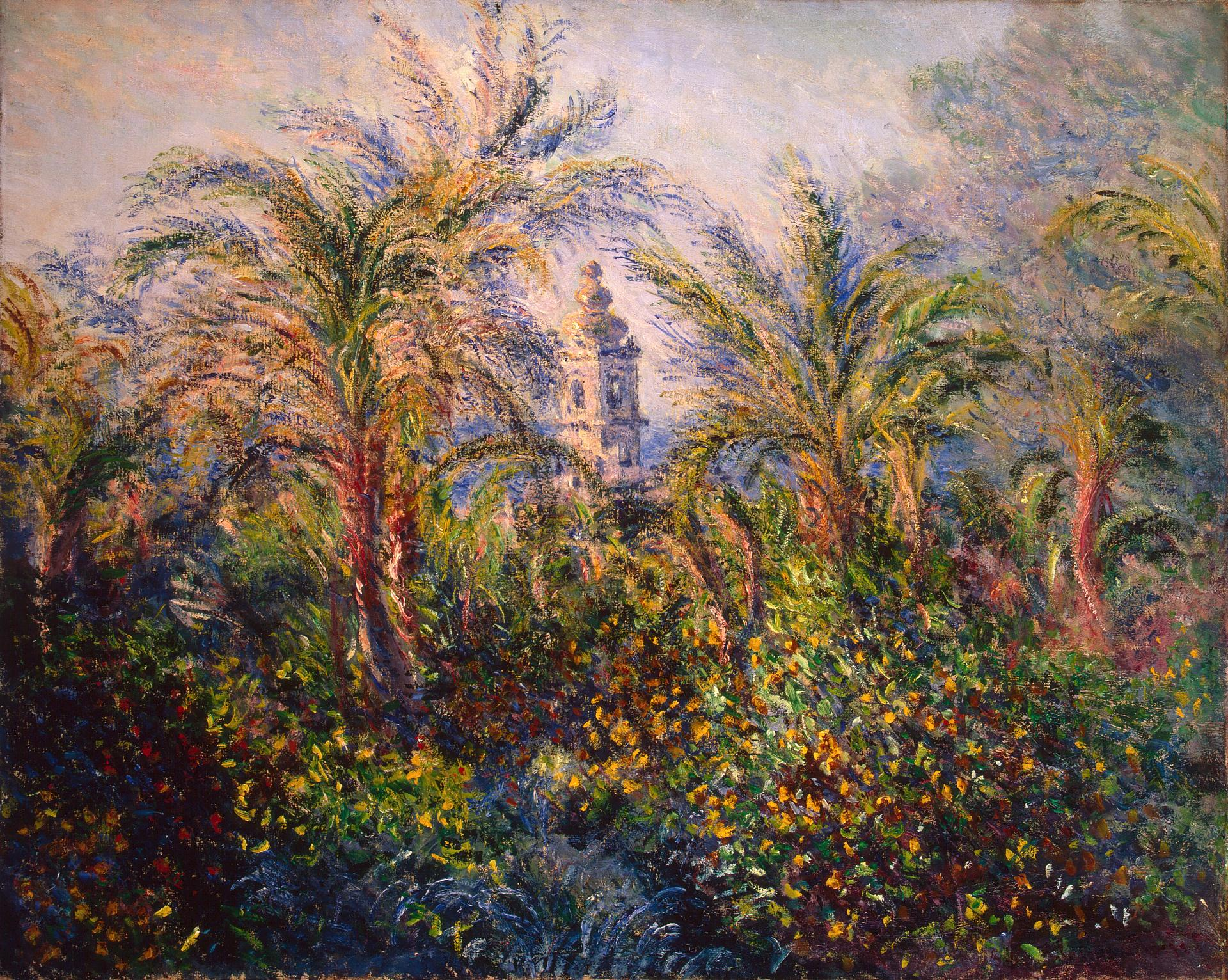
Jardin à Bordighera, impression du matin (1884).

Jardin à Bordighera, impression de matin est une huile sur toile du peintre impressionniste français Claude Monet composée en 1884, lors de son séjour à Bordighera, sur la côte ligure, entre janvier et avril 1884. « Je suis installé dans un pays féerique » écrit-il à son ami le critique Théodore Duret. « Il faudrait une palette de diamants et de pierreries. ». Cette toile mesure 65,5 × 81,5 cm. Elle est conservée au musée de l'Ermitage de Saint-Pétersbourg.

## Description
Cette toile représente un jardin à Bordighera à la végétation foisonnante avec des palmiers. Au fond au centre se devine le clocher de l'église de la vieille ville. La toile est dans les tons bleus et verts avec des touches jaunes sur les fleurs des buissons.

## Provenance
Cette toile est issue d'une collection allemande (collection Otto Krebs) confisquée après la Seconde Guerre mondiale au titre des réparations de dommages de guerre subis par l'URSS. Elle a été montrée au public à partir de 1995.

## Tableaux de Monet au musée de l'Ermitage
- Dame en blanc au jardin (1867),
- La Seine à Rouen (1872),
- La Seine à Asnières (1873),
- Le Grand Quai au Havre (1874),
- Femme dans un jardin (1876),
- Jardin (1876),
- Coin de jardin à Montgeron (1876),
- Étang à Montgeron (1877),
- Champ de coquelicots (1886),
- Meule à Giverny (1886),
- Prés à Giverny (1888),
- Falaises près de Dieppe (1897),
- Le Pont de Waterloo (1903).